# The Lost Treasure
The Lost Treasure è un cortometraggio muto del 1914 diretto da Thomas Ricketts. Prodotto dalla Flying A su un soggetto di Theodosia Harris, il film - di genere western - aveva come protagonisti Edward Coxen, Winifred Greenwood, George Field, Ida Lewis, Josephine Ditt, William Eason, William Bertram.

## Trama
Nei giorni della frontiera, era sufficiente un solo sospetto per giungere al linciaggio, con la gente sempre troppo incline alla violenza e pronta a ogni pretesto per giungere a quel gesto estremo. Così, quando si scoprì che dall'ufficio della Wells Fargo erano spariti lingotti per un valore di ventimila dollari, Amos Brown, l'agente della compagnia, rischiò grosso davanti alla collera degli abitanti già pronti con la corda per impiccarlo. Riuscì a scamparla frazie all'intervento di Bess, un'amica di sua moglie, e del conducente della diligenza che riuscirono a placare la folla almeno per il tempo necessario a fargli lasciare la città. Insieme alla moglie piangente, l'agente della Wells Fargo lasciò il paese accompagnato dal disprezzo di tutti quelli che, fino un'ora prima, l'avevano rispettato e onorato. Segnato dal marchio dell'infamia, Brown visse i mesi seguenti inseguito dal sospetto e dalle ombre. Fu Bess, ora sposata con il conducente, a scoprire i veri responsabili della rapina. Suo marito, alla testa di un gruppo armato di volontari, riuscì a catturare i banditi e a recuperare la refurtiva. Finalmente Amos poté ritrovare la propria onorabilità e riprendere il suo posto nella società.

## Produzione
Il film fu prodotto dalla Flying A (American Film Manufacturing Company).

## Distribuzione
Distribuito dalla Mutual, il film - un cortometraggio in tre bobine - uscì nelle sale cinematografiche degli Stati Uniti il 9 febbraio 1914.